# Blanquella
Blanquella es un cultivar de higuera de tipo higo común Ficus carica, unífera (con una sola cosecha por temporada, los higos de otoño), con higos de epidermis de color de fondo amarillo verdoso con sobre color morado marronáceo dispuesto como manchas irregulares. Se cultiva en la colección de higueras de Montserrat Pons i Boscana en Llucmajor, Islas Baleares.

## Sinonimia
- „Blanqueta“,[4][6][7]

## Historia
Actualmente la cultiva en su colección de higueras baleares Montserrat Pons i Boscana, en "son Mut Nou" en el término de Llucmajor. Higuera del grupo de las 'Alicantinas', es la variedad menos adecuada para ser cultivada y reproducida, por las características agronómicas del árbol y de su cosecha.
La variedad 'Blanquella' se puede considerarcomo una subvariedad de la 'Alicantina', ya que coinciden en muchos descriptores bien definidos.

## Características
La higuera 'Blanquella' es una variedad unífera de tipo higo común. Árbol de vigorosidad reducida, porte más bien reducido y escaso desarrollo, copa esparcida y ramas colgando. Sus hojas son de 3 lóbulos mayoritariamente y pocas de 1 lóbulo. Sus hojas con dientes presentes márgenes serrados. 'Blanquella' tiene mucho desprendimiento de higos, un rendimiento productivo mediano y periodo de cosecha mediano. La yema apical cónica de color amarilla.
Los frutos de la higuera 'Blanquella' son higos de un tamaño de longitud x anchura:25 x 31mm, con forma piriforme, que presentan unos frutos pequeños, con un alto porcentaje de frutos aparejados y sobre todo formaciones anormales que a veces llegan hasta un 30%, de unos 15,230 gramos en promedio, de epidermis con consistencia mediana, grosor de la piel mediana y fina al tacto, con color de fondo amarillo verdoso con sobre color morado marronáceo dispuesto como manchas irregulares. Ostiolo de 1 a 3 mm con escamas pequeñas rosadas. Pedúnculo de 5 a 12 mm troncocónico amarillo. Grietas reticulares finas. Costillas poco marcadas. Con un ºBrix (grado de azúcar) de 18 soso pastoso, con color de la pulpa amarillo muy blanquecino. Con cavidad interna grande, con gran cantidad de aquenios medianos. Los frutos maduran durante un periodo de cosecha medio, de un inicio de maduración de los higos sobre el 24 de agosto a 4 de octubre. Rendimiento productivo mediano y periodo de cosecha mediano.
Se usa como higos secos en alimentación humana. Frescos y secos en alimentación de ganado porcino y ovino. De difícil abscisión de pedúnculo y mediana facilidad de pelado. Buena resistencia a las lluvias y susceptibles al agriado. Muy susceptibles al desprendimiento y a la apertura del ostiolo.

## Cultivo
'Blanquella', se utiliza como higos secos en humanos, también fresco y seco para alimentación de ganado porcino y ovino. Se conservan ejemplares cultivados en la colección de higueras baleares de Montserrat Pons i Boscana en Llucmajor, aunque es una variedad de las menos adecuadas para ser cultivadas y reproducidas.